# Albin Lang
Albin Lang (* 25. Juni 1901 in Kelheim; † 18. Dezember 1984 in Landshut) war ein deutscher Kommunalpolitiker.

## Leben
Albin Lang, Sohn des Gutsbesitzers Julius Lang und Maria, geborene Ehrle, absolvierte ein Studium der Rechtswissenschaften an der Universität Würzburg. Beruflich war Lang in der Folge an Landgerichten an verschiedenen Dienstorten eingesetzt, bis er 1940 in Landshut zum Landgerichtsrat, später zum Landgerichtsdirektor ernannt wurde.
Der parteilose Albin Lang amtierte nach seiner Wahl durch den Stadtrat von 1948 bis 1952 als ehrenamtlicher Oberbürgermeister der Stadt Landshut. Ab 1952 wurde der Oberbürgermeister durch die Bevölkerung bestimmt, Lang gewann die Wahlen 1952 und amtierte mit mehreren Wiederwahlen danach bis 1969 als hauptamtlicher Oberbürgermeister.
In den Jahren zwischen 1948 und 1955 wurde die Landshuter Flutmulde erbaut, nachdem 1940 ein verheerendes Hochwasser der Isar mit 1.600 m³ in der Stadt große Schäden angerichtet hatte. In seiner Amtszeit wurde im Jahr 1956 der ostbayerische Regierungsbezirk wieder in zwei Teile aufgespalten und Landshut erneut zum Regierungssitz Niederbayerns erklärt.

## Ehrungen
Albin Lang war Träger des Bundesverdienstkreuzes 1. Klasse (1971) und auch Träger des Bayerischen Verdienstordens. Im Jahr 1971 wurde Albin Lang zum Ehrenbürger von Landshut ernannt. Der Landshuter Stadtpark wurde ihm zu Ehren in Albin-Lang-Park umbenannt.